# Assino
L'Assino è un torrente umbro, che attraversa i comuni di Gubbio e Umbertide in provincia di Perugia. A metà percorso bagna Camporeggiano scorrendo esattamente ai piedi della piccola collina di Monte Cavallo, sulla cui vetta sono visibili i ruderi del Castello donato a San Pier Damiani da Rozia Gabrielli.

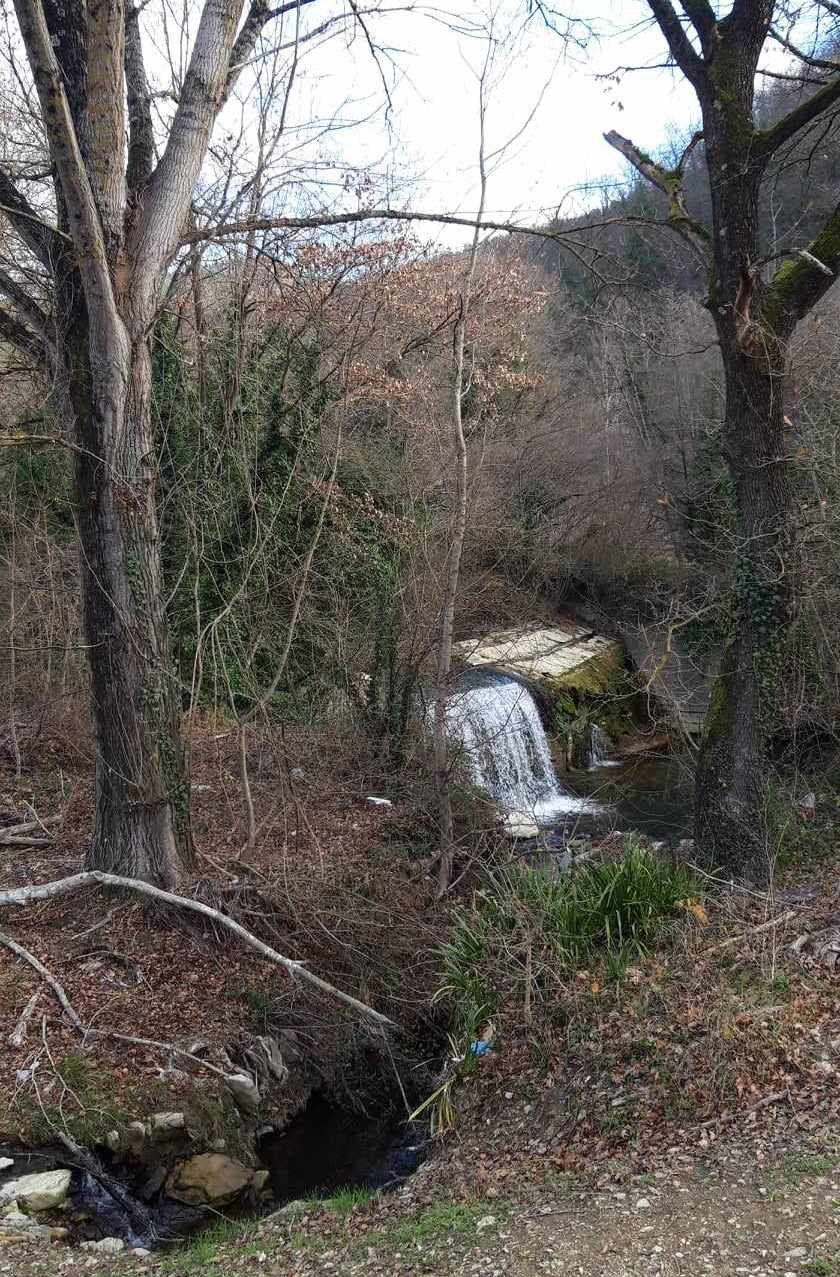
Cascata del fiume Assino a Camporeggiano

Il poeta umanista, storico ed archeologo tedesco Georg Fabricius, nel suo Itinerum liber unum (Basilea 1549), dove possiamo ripercorrere, in latino, la narrazione del suo Viaggio in Italia, ci lascia una descrizione del fiume Assino molto poetica. Il germanico viaggiatore incontra questo corso d'acqua provenendo da Fabriano, quindi Gubbio, per dirigersi verso Perugia. Nel passo che interessa, l'Assino è descritto come lo sfondo fluente e croccante delle montagne.

## Percorso
Il torrente nasce presso il monte Collarino, ad un'altitudine sul livello del mare di 798 m circa.
Il corso d'acqua ha una lunghezza di 23,8 km. È un affluente di sinistra del fiume Tevere, che incontra in una zona leggermente più a valle rispetto al territorio dove sorge la cittadina di Umbertide.
L'Assino «incide profondamente la valle boscosa che, tagliando trasversalmente la dorsale del monte Civitello, collega la conca di Gubbio con l'alta valle del Tevere. (...) Uscendo da Gubbio (...) oltrepassa l'ex convento dei Cappuccini (...) nel quale è conservato un affresco di Ottaviano Nelli (S. Crisoforo, 1431)» e, sfiorandoli, l'incrocio della Contessa e Mocaiana, prima di raggiungere Camporeggiano e quindi Montecorona.
Il torrente Assino si distende corrispondendovi alla Strada statale 219 di Gubbio e Pian d'Assino. Verso i cinque chilometri da Umbertide sulla riva destra e i ventiquattro da Gubbio sulla riva sinistra l'Assino divide i due comuni prima di gettarsi nel Tevere. Alla strada si accompagnava parimenti la Ferrovia Appennino Centrale.